# Puente de Schwandbach
El puente de Schwandbach es un arco de hormigón armado reforzado con el tablero. Está situado cerca de Berna, en Suiza, y fue diseñado por Robert Maillart. Completado en noviembre de 1933, su costo fue de 47.298 francos suizos. El puente, en el que Maillart puso en práctica por primera vez alguna de sus revolucionarias ideas sobre las construcciones de hormigón armado, es considerado el prototipo de esta clase de estructuras.  

## Diseño
El puente tiene un vano principal de 37 metros y una longitud total de 55,6 m. El arco es de forma poligonal en lugar de curvo y tiene solo 200 mm de espesor. Sostiene el tablero del puente mediante tabiques verticales transversales de hormigón armado de 160 mm de espesor. El tablero es más grueso que el arco y lo suficientemente rígido como para evitar que el esbelto arco se desplace por efecto del pandeo. El tablero de la carretera es curvo en planta. El arco varía en ancho de 4,2 metros a 6 metros, con un borde formando una línea recta entre las orillas del río y el otro siguiendo la curva de la carretera. Esta disposición ayuda a resistir la fuerza centrífuga generada por las cargas del tráfico y de la tendencia de la plataforma curva a torcerse.

## Recepción
El puente está considerado como una de las obras maestras de Maillart. A diferencia del puente de Valtschielbach, otro arco que proyectó anteriormente, la estructura está realizada por completo en hormigón armado y carece de los arcos de mampostería utilizados en los accesos del puente anterior.
En 1947, el puente se presentó con otras obras de Maillart en una exhibición de cuatro meses en el MoMA de Nueva York.
El historiador de arquitectura David Billington escribió sobre el puente que:

"La integración de la forma aquí está tan completamente desarrollada como en cualquier puente de hormigón... Todas las partes exhiben su verdadero grosor, sin nada oculto para hacer concesiones al efectismo... Con las dos obras maestras maduras de Töss y Schwandbach, Maillart alcanzó un clímax en su construcción del puente de arco reforzado con el tablero."